# Gérard Colinelli
Gérard Colinelli (* 11. Juli 1953 in Lyon; † 19. November 2010 in Saint-Germain-Chassenay) war ein französischer Radrennfahrer und nationaler Meister im Radsport.

## Sportliche Laufbahn
Colinelli war im Straßenradsport aktiv. Er begann mit dem Radsport im Verein ASBM Lyon und startete später für den AC Boulogne-Billancourt. 1974 siegte er in der nationalen Meisterschaft in der Mannschaftsverfolgung. Colinelli blieb während seiner gesamten Karriere Amateur. 1974 siegte er in den Eintagesrennen Paris–Troyes, Grand Prix de La Machine und Paris–Briare, 1975 im Grand Prix de Nevers, erneut im Grand Prix de La Machine sowie im Grand Prix d’Issoire. 1974 bestritt er mit der Nationalmannschaft die Bulgarien-Rundfahrt.